# K2: Il sogno, l'incubo
K2: il sogno, l'incubo è un film documentario del giornalista sportivo Marco Mazzocchi prodotto dalla RAI. È stato trasmesso su Rai 2, in due parti, alle 23.45 di martedì 9 e martedì 16 ottobre 2007.
Come sintetizzato nel titolo, il reportage racconta la difficile scalata sul K2 di un gruppo di alpinisti italiani, il cui sogno di scalare la "montagna degli italiani" si trasforma nel finale in un incubo, quando l'ultimo alpinista della spedizione, Stefano Zavka, dopo aver raggiunto la vetta, si perde in una bufera di neve durante la discesa, non facendo più ritorno al campo base.

## Contenuti
Il documentario descrive la spedizione italiana di luglio 2007 "K2 Mountain Freedom" degli alpinisti Daniele Nardi (capospedizione), Mario Vielmo, Stefano Zavka e Michele Fait.
La spedizione è stata seguita e documentata da Marco Mazzocchi e da una troupe RAI, che hanno effettuato le riprese a partire dal loro arrivo a Islamabad, descrivendo il ritrovo con Daniele Nardi, il viaggio attraverso il Pakistan per raggiungere Askole, l'ultima località raggiungibile da veicoli, e quindi il lungo viaggio a piedi e l'ascensione attraverso il ghiacciaio Baltoro fino al campo base a quota 5100 m s.l.m..
Nei giorni successivi i quattro alpinisti iniziano l'ascensione ai campi superiori della parete meridionale del K2, risalendo lo Sperone degli Abruzzi, mentre Mazzocchi è rimasto al campo base occupandosi dei contatti radio con essi, per questo motivo il documentario nella parte finale utilizza spesso immagini filmate dagli stessi alpinisti.